# Zhi-Vago
«Zhi-Vago» — немецкий музыкальный дрим-хаус проект, существовавший с 1996 по 2002 годы.
Идея создания проекта принадлежит продюсерам Клаудио Маньоне и Готфриду Энгельсу. Первые два сингла (и в дальнейшем получившие бо́льшую известность) были записаны с вокалом Джоан Вилсон; остальные синглы были записаны с вокалом других сессионных исполнительниц — Элиз Явуз, Саймон и Синди Гэбриэл. В течение своего существования коллектив не проявлял большой творческой активности: группа прекратила существование к 2002 году, так и не выпустив ни одного полноценного альбома.
Наиболее известной композицией «Zhi-Vago» является «Celebrate (The Love)», выпущенная в 1996 году, имевшая успех в чартах ряда европейских стран. Следующий сингл, «Dreamer», получил некоторую известность разве что во Франции. Выпуск всех последующих песен оказался почти незамеченным для слушателей.

## Дискография

### Синглы
| 1996                                                | «Celebrate (The Love)»  | 15 | 16 | 25 | 8  | 18 | 36 | 9 |
| 1996                                                | «Dreamer»               | —  | —  | —  | 30 | 49 | —  | — |
| 1996                                                | «With or Without You»   | —  | —  | —  | —  | —  | —  | — |
| 1997                                                | «Teardrops from Heaven» | —  | —  | —  | —  | —  | —  | — |
| 2000                                                | «On My Mind»            | —  | —  | —  | —  | —  | —  | — |
| «—» обозначает отсутствие релиза в каком-либо чарте |                         |    |    |    |    |    |    |   |